# Heinrich Ohmann
Heinrich Ohmann (* 15. Juli 1890 in Bützow; † nach 1932) war ein deutscher Unternehmer und Politiker (DVP).

## Leben
Nach dem Besuch der Bürgerschule in Bützow absolvierte Ohmann eine kaufmännische Lehre. Von 1910 bis 1918 leistete er Militärdienst. Er war als kaufmännischer Angestellter tätig und wurde Mitinhaber der Firma Wiehr & Schacht, eines Herstellers von Fendern und Rettungsartikeln für die Schifffahrt mit Sitz in Bützow. Des Weiteren war er Leiter der Bützower Volksbank und stellvertretender Vorsitzender des Reichsbundes der Kriegsbeschädigten, Kriegsteilnehmer und Kriegshinterbliebenen (Gau Mecklenburg).
Ohmann war ab 1920 Stadtverordneter in Bützow. Im Juni 1929 wurde er über die Einheitsliste nationaler Mecklenburger in den Landtag von Mecklenburg-Schwerin gewählt, dem er bis 1932 angehörte.